# فاليسكا صعب
فاليسكا ألكسندرا صعب غوميز (من مواليد 7 مايو 1984 في غواياكيل) عارضة أزياء وحاملة لقب ملكة جمال وسياسية أكوادورية. إنها أول ملكة جمال إكوادور تتقدم للمنافية في نصف نهائي مسابقة ملكة جمال العالم 2207 منذ أن فعلتها أليشيا جيزيلا كوكالون ماكاس عام 1986. تقاعدت فاليسكا صعب من مسابقات الجمال حيث كانت آخر مسابقة تتنافس بها عام 2007 وبدأت حياتها المهنية كعارضة أزياء.
حاملة لقب ملكة جمال مايا مونديال لعام 2005، ومع كاي تشيونغ من هونج كونج، فازت بيوتي 2007 بجائزة «التحدي مع الأهداف» خلال مسابقة ملكة جمال العالم 2007. في الإكوادور، اشتهرت بعملها مع الأطفال الذين يعانون من داء السماك. من عام 2009 إلى عام 2013، كان صعب عضوًا في برلمان الأنديز.

## حياتها الشخصية
فاليسكا صعب من أصول لبنانية. هي ابنة أخت ملكة جمال العالم الإكوادوري ماريا سيسيلا غوميز بوينافينتورا عام 1971 وزوجها، الاقتصادي والسياسي ولاعب كرة السلة الإكوادوري السابق نيكولاس لابينتتي كاريون ، الذي كان متعاونًا وثيقًا مع الرئيس السابق فيبريس كورديرو ، عضو الجمعية الوطنية من 2009 إلى 2013. ولمدة 17 عامًا على التوالي، محافظ مقاطعة غواياس. فاليسكا هي أيضاً ابنة عم لاعبي التنس المحترفين السابقين نيكولاس لابينتي وجيوفاني لابنتي ، وابنة أخت أندريس غوميز عام 1990. تزوجت من رجل أعمال شاب من غواياكيل نيكولاس فلوريدو. في 14 يناير 2011، في سامبوروندون، بالقرب من غواياكيل، أنجبت ساب ابنتها الأولى آلانا  في 11 أكتوبر 2012،, انجبت إبنتها الثانية أليسا في عام 2014.